# Селищанський цукровий завод
Селищанський цукровий завод - підприємство харчової промисловості в селі Селище Корсунь-Шевченківського району Черкаської області України.

## Історія
Цукровий завод у волосному центрі Селище Селищанської волості Канівського повіту Київської губернії Російської імперії було збудовано у 1847 році князями Лопухіними-Демидовими. Спочатку це було невелике кустарне підприємство, але в 1852 його реконструювали, і тут були встановлені три парові машини Уатта.
Під час першої російської революції в 1905 робітники цукрового заводу влаштували страйк. Під час Української революції село окупували російські більшовики, підприємство постраждало, але після закінчення бойових дій було відновлено й у 1922 році відновило роботу. У 1923-1924 рр. було проведено реконструкцію заводу, що збільшило його переробні потужності до 532 тонн буряків на добу. В ході індустріалізації 1930-х років завод був розширений і реконструйований, в результаті в 1938 його переробні потужності збільшилися до 852 тонн буряків на добу.
В ході Другої світової війни влітку 1941 року селище було окуповане нацистськими військами. Після відновлення радянської окупації, відповідно до четвертого п'ятирічного плану відновлення та розвитку народного господарства СРСР завод був відновлений та відновив роботу.
Станом на 1971 рік, цукровий завод був передовим підприємством цукрової промисловості та найбільшим підприємством населеного пункту. Також у Селищі знаходилися центральна садиба, що забезпечувала завод сировиною бурякорадгоспу, заводський клуб цукрового заводу та ремонтні майстерні, що обслуговували завод і бурякорадгосп. Пізніше за рахунок коштів підприємства в селі збудували дитячий садок.
Після проголошення незалежності України державне підприємство було реорганізовано у відкрите акціонерне товариство. У разі економічної кризи 1990-х років становище підприємства ускладнилося. 5 березня 2004 року господарський суд Черкаської області розпочав процедуру банкрутства заводу. 5 листопада 2004 завод був визнаний банкрутом і почалася процедура його ліквідації.
Надалі завод був реорганізований у товариство з обмеженою відповідальністю та відновив роботу. Станом на початок листопада 2019 року завод продовжував функціонувати.